# Grażyna Gęsicka
Grażyna Gęsicka, née Dusyn le 13 décembre 1951 à Varsovie et morte le 10 avril 2010 à Smolensk, est une femme politique polonaise membre de Droit et justice (PiS). Elle est ministre du Développement régional entre octobre 2005 et novembre 2007, puis présidente du groupe PiS à la Diète de janvier à avril 2010.

## Biographie

### Études et vie professionnelle
Elle est diplômée de l'institut de sociologie de l'université de Varsovie en 1974, et obtient onze ans plus tard un doctorat dans ce domaine.

### Parcours politique

#### Débuts et ascension
Membre du syndicat Solidarność dès 1980, elle est placée sous la surveillance de la police politique (SB) en 1983. Entre septembre et décembre 1991, elle est conseillère auprès du ministre du Travail.
Elle devient sous-secrétaire d'État du ministère du Travail et de la Politique sociale entre 1998 et 2001, principalement chargée des programmes de soutien à l'emploi soutenu par les fonds européens.
Pendant la campagne des élections parlementaires du 25 septembre 2005, elle participe au groupe d'experts de la Plate-forme civique (PO). Lors des négociations de coalition avec PiS, elle a représenté la PO dans le domaine de l'utilisation des fonds communautaires.

#### Ministre puis députée
Le 31 octobre 2005, Grażyna Gęsicka est nommée ministre du Développement régional dans le gouvernement minoritaire du conservateur Kazimierz Marcinkiewicz. Elle est reconduite le 14 juillet 2006 dans le gouvernement de coalition du conservateur Jarosław Kaczyński.
Au cours des élections législatives anticipées du 21 octobre 2007, elle est élue députée à la Diète dans la circonscription de Rzeszów, où elle remporte 28 982 votes préférentiels. Le 6 janvier 2010, elle prend la suite de Przemysław Gosiewski comme présidente du groupe PiS, désormais dans l'opposition.

### Décès
Le 10 avril 2010, elle participe à la délégation conduite par le président de la République Lech Kaczyński et qui se rend à la commémoration du massacre de Katyń. Elle meurt dans le crash de l'avion présidentiel, à la lisière de la base de Smolensk, ainsi que l'intégralité des personnes se trouvant à bord de l'appareil, notamment son prédécesseur à la tête du groupe parlementaire, Przemysław Gosiewski.

### Vie privée
Elle est l'épouse du sociologue Janusz Gęsicki et mère d'une fille. Elle est enterrée au cimetière militaire de Varsovie.